# زينة بوزراد
زينة بوزراد (29 يوليو 2002) هي لاعبة كرة قدم مغربية-هولندية، تلعب في مركز الظهير الأيمن لنادي بي إي سي زفوله؛ ولدت في هولندا، وتمثل المغرب على المستوى الدولي.

## مهنة النادي
لعبت لنادي أياكس الهولندي.

## مهنة دولية
ظهرت لأول مرة مع المغرب في 10 يونيو 2021 في مباراة ودية ضد مالي.